# سباسوفتسي
سباسوفتسي (بالبلغارية: Спасовци)‏ قرية تقع إدارياً ضمن مقاطعة غابروفو في بلغاريا. ويبلغ عدد سكانها 6 نسمة حسب تعداد 15 مارس 2015. تعتمد سباسوفتسي للبريد على الرمز البريدي 5340.